# RZ Normae
RZ Normae är en eruptiv variabel av RCB-typ (RCB) i stjärnbilden Vinkelhaken.
Stjärnan har magnitud +10,2 och når i förmörkelsefasen ner under +14,2. 